# Paweł Ochal
Paweł Ochal (né le 17 juillet 1981 à Bydgoszcz) est un athlète polonais, spécialisé dans les courses de fond.

## Biographie
Le 23 septembre 2007, Paweł Ochal remporte le marathon de Varsovie avec un chrono de 2 h 12 min 20 s.
Le 12 avril 2015, il remporte le semi-marathon de Poznań en 1 h 8 min 6 s.

## Palmarès
| Année | Compétition             | Lieu     | Résultat | Épreuve       |
| ----- | ----------------------- | -------- | -------- | ------------- |
| 2007  | Marathon de Varsovie    | Varsovie | 1er      | Marathon      |
| 2015  | Semi-marathon de Poznań | Poznań   | 1er      | Semi-marathon |
| 2016  | Semi-marathon de Poznań | Poznań   | 4e       | Semi-marathon |

## Records
| Épreuve       | Performance     | Date              | Lieu     |
| ------------- | --------------- | ----------------- | -------- |
| 5 000 m       | 13 min 58 s 33  | 20 juillet 2002   | Szczecin |
| 10 000 m      | 29 min 10 s 66  | 8 mai 2004        | Police   |
| 10 km         | 28 min 55 s     | 13 octobre 2003   | Halluin  |
| Semi-marathon | 1 h 4 min 21 s  | 10 septembre 2006 | Piła     |
| Marathon      | 2 h 12 min 20 s | 23 septembre 2007 | Varsovie |

## Vie privée
Paweł Ochal est marié à Olga Ochal, également athlète en Pologne.